# آنتونیو مرسرو
آنتونیو مِرسِرو (اسپانیایی: Antonio Mercero‎؛ زادهٔ ۷ مارس ۱۹۳۶ - درگذشته  ۱۲ مه ۲۰۱۸) کارگردان و فیلم‌نامه‌نویس اهل اسپانیا بود.
از فیلم‌ها یا مجموعه‌های تلویزیونی که وی در آن‌ها نقش داشت می‌توان به لا کابینا اشاره نمود. وی برنده جوایزی چون جوایز گویا شده است.